# Roman (Gavrilov)
Roman (světským jménem: Gennadij Michajlovič Gavrilov; * 3. února 1957, Kolčugino) je ruský duchovní Ruské pravoslavné církve, biskup serpuchovský a vikář patriarchy moskevského a celé Rusi.

## Život
Narodil se 3. února 1957 v Kolčuginu.
Po střední škole pracoval v metalurgickém závodu v rodném městě. V letech 1975–1979 sloužil v řadách Sovětské armády. Po demobilizaci se stal inspektorem oddělení bezpečnosti administrativních budov Moskvy.
Od roku 1978 do roku 1980 studoval na Moskevském institutu ocele a slitin.
Dne 19. srpna 1980 jej jeromonach Iosif (Balabanov) postřihnul na rjasofora. Od srpna do prosince 1981 byl psalomščikem chrámu svaté Paraskevy vesnice Velikodvorje Vladimirské oblasti.
Dne 17. prosince 1981 byl archimandritou Alexijem (Kutěpovem) postřižen na monacha s mnišským jménem Roman na počest svatého Romana Kiržačského. O dva dny později byl arcibiskupem vladimirským a suzdalským Serapionem (Fadějevem) rukopoložen na hierodiákona a následující den na jeromonacha.
Roku 1983 nastoupil na dálkové studium Moskevského duchovního semináře.
Dne 18. října 1983 mu patriarcha moskevský Pimen udělil právo nosit náprsní kříž.
Dne 7. dubna 1985 byl povýšen na igumena.
Dne 20. ledna 1986 mu bylo uděleno právo nosit epigonation a 20. dubna 1987 náprsní kříž s ozdobami.
Působil jako představený chrámu Zesnutí přesvaté Bohorodice v Petuškách.
Dne 2. prosince 1987 se stal součástí kléru kišiněvské eparchie. Od 22. prosince do 2. listopadu 1990 byl představeným chrámu Proměnění Páně v Tighině. Dne 6. ledna 1988 jej metropolita kišiněvský a moldavský Serapion (Fadějev) povýšil na archimandritu.
Dne 18. února 1991 byl přijat do kléru moskevské eparchie. Rozhodnutím metropolity krutického a kolomenského Juvenalije (Pojarkova) byl jmenován představeným chrámu Proměnění Páně v Želoznodorožném. Dne 20. dubna se stal blagočinným Ščjolkovského okruhu.
Dne 26. listopadu 1992 byl ustanoven představeným chrámu svatých Borise a Gleba města Dmitrov.
Od 9. února 1993 do 29. prosince 1994 byl členem moskevské eparchiální rady.
Dne 23. února 1993 byl ustanoven představeným Borisoglebského monastýru v Dmitrově. Dále působil jako blagočinný Balašichinského a Dmitrovského okruhu.
Od 19. září 1997 do 7. října 2005 sloužil jako představený chrámu Zesnutí přesvaté Bohorodice v Dmitrově.
Od 10. prosince 2004 je blahočinným monastýrů moskevské eparchie. Do svého zvolení biskupem působil také v dalších funkcích.
Dne 8. srpna 2004 byl jmenován představeným Davidovy pustyně sídla Novyj Byt.
Dne 19. července 2006 jej Svatý synod zvolil biskupem serpuchovským a vikářem moskevské eparchie. Dne 8. srpna 2006 byl oficiálně jmenován biskupem.
Dne 10. srpna 2006 proběhla jeho biskupská chirotonie. Světiteli byli patriarcha moskevský a celé Rusi Alexij II., metropolita krutický a kolomenský Juvenalij (Pojarkov), metropolita kalužský a borovský Kliment (Kapalin), arcibiskup možajský Grigorij (Čirkov), arcibiskup tulský a beljovský Alexij (Kutěpov), arcibiskup vladimirský a suzdalský Jevlogij (Smirnov), arcibiskup kurský a rylský German (Moralin), arcibiskup jaroslavský a rostovský Kirill (Nakoněčnyj), biskup birobidžanský a kuldurský Iosif (Balabanov), biskup vidnovský Tichon (Nědosekin) a biskup sergijevo-posadský Feognost (Guzikov).
Roku 2008 dokončil Moskevskou duchovní akademii.
Dne 5. října 2011 byl ustanoven představeným Vysockého monastýru v Serpuchově.
Dne 13. dubna 2021 se stal vikářem patriarchy moskevského a celé Rusi.